# هیتوشی ساساکی
هیتوشی ساساکی (ژاپنی: 佐々木 等) فوتبالیست پیشین و مربی فوتبال اهل ژاپن است.
هیتوشی ساساکی در تیم‌هایی همچون تیم ملی فوتبال ژاپن مربی‌گری کرده‌است.